# IC 4548
IC 4548 је елиптична галаксија у сазвјежђу Сјеверна круна која се налази на листи објеката дубоког неба у Индекс каталогу.
Деклинација објекта је + 28° 51' 1" а ректасцензија 15h 27m 23,9s. Привидна величина (магнитуда) објекта IC 4548 износи 15,6 а фотографска магнитуда 16,6. IC 4548 је још познат и под ознакама NPM1G +29.0345, PGC 55136.